# Kuwait en los Juegos Paralímpicos de Pekín 2008
Kuwait estuvo representado en los Juegos Paralímpicos de Pekín 2008 por ocho deportistas, siete hombres y una mujer. El equipo paralímpico kuwaití no obtuvo ninguna medalla en estos Juegos.